# Mian Ćannu
Mian Ćannu (urdu: مِياں چنُّوں, pendżabski: مِياں چنُّوں‬) – miasto w Pakistanie, w prowincji Pendżab. W 2017 roku liczyło 90 130 mieszkańców.